# New Amsterdam (Indiana)

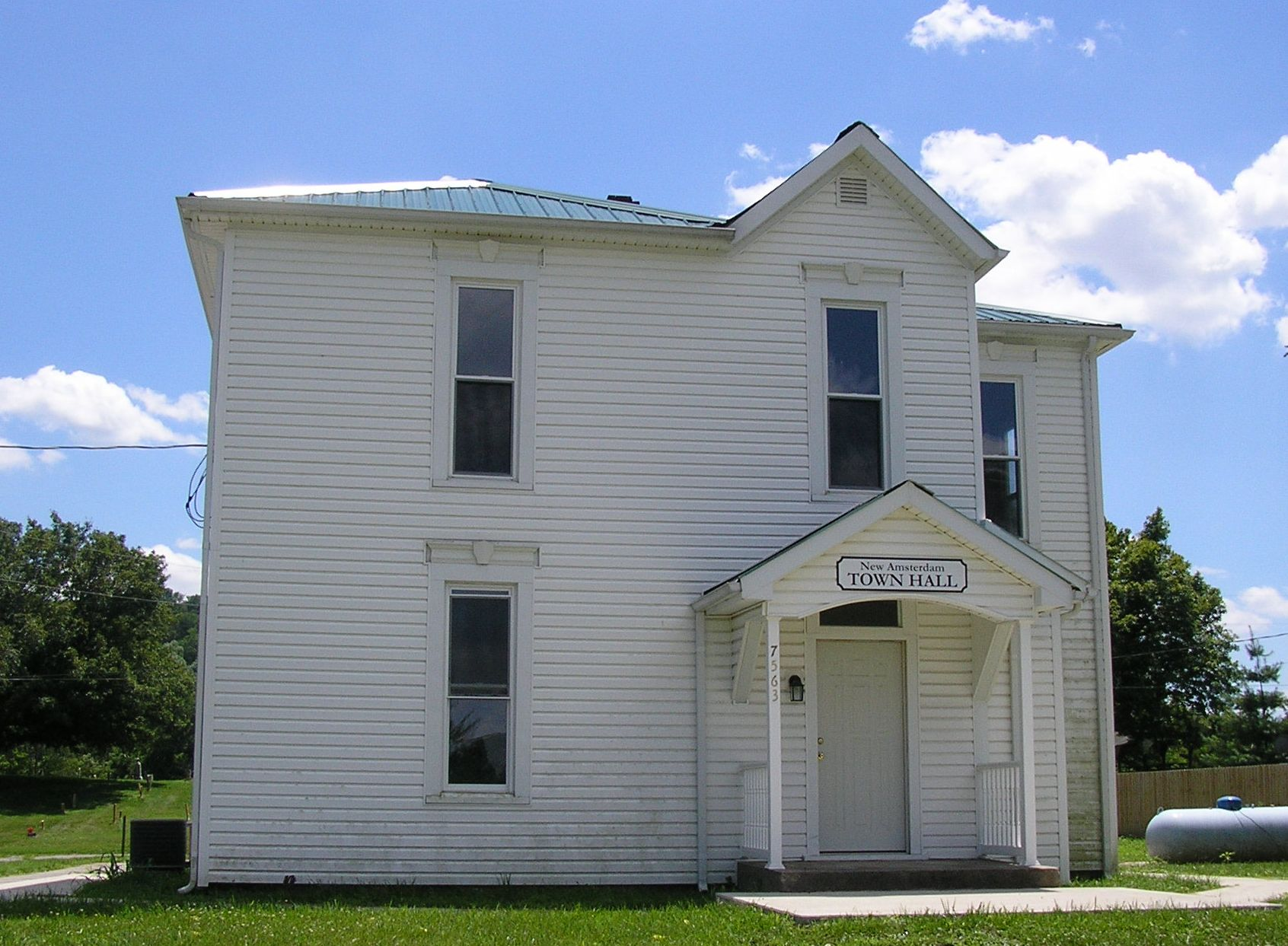
Stadhuis

New Amsterdam is een dorpje (town) in de Amerikaanse staat Indiana, gelegen in Harrison County. New Amsterdam ligt langs de rivier de Ohio. Volgens de volkstelling van 2000 was het dorp een van de vier plaatsen in de Verenigde Staten van Amerika met precies één inwoner. Volgens een bezoeker in 2004 was dit aantal echter onjuist, er zouden namelijk minstens negen inwoners zijn. De andere drie plaatsen met exact één inwoner zouden Hibberts Gore, Erving's Location en Lost Springs zijn, respectievelijk in de staten Maine, New Hampshire en Wyoming.

## Plaatsen in de nabije omgeving
De onderstaande figuur toont nabijgelegen plaatsen in een straal van 20 km rond New Amsterdam.